# Mordet på Adriana
Mordet på Adriana, även kallat Adrianamordet, ägde rum söndagen den 2 augusti 2020 då 12-åriga Adriana sköts till döds i Norsborg i Botkyrka kommun när hon var ute och promenerade med sin hund. Mellan McDonald's och Shell dök plötsligt en vit Audi med flera gärningsmän upp och öppnade eld. Efter skottlossningen låg Adriana kvar på marken. Hon fördes till sjukhus, men hennes liv gick inte att rädda.
Totalt avlossades mer än 20 skott mot en grupp unga män på platsen. De kriminella måltavlorna överlevde, men Adriana träffades och dog. Bakgrunden till skottlossningen var en gängkonflikt. Syftet med skottlossningen var att mörda två personer som är kopplade till den så kallade Norsborggrupperingen.
Den 26 april 2023 dömdes tre män till livstids fängelse för mordet på Adriana. En av männen som dömdes för mordet är 31-årige Maykil Yokhanna, som är den utpekade gängledaren för Maynätverket. Även 24-årige Benjamin Mahdi och 32-årige Hassan Mohammad döms för mordet.
Bevisningen i målet har bestått av ett stort antal olika omständigheter som var för sig pekar mot att det var de tre männen som sköt Adriana. Det handlar om kopplingar till de vapen och den bil som användes samt männens motiv och chattar. Dessutom har männens krypterade telefoner, varit uppkopplade. Männens efterföljande agerande är också viktig för domen, då de såg till att vapnen och bilen undanröjdes.
Det automatvapen som orsakade Adrianas död hade två dagar tidigare använts som rekvisita i musikvideon till låten "Blue Cheese" av gangsterrapparen 10an. 10an dömdes senare till fyra års fängelse för grovt vapenbrott.
Efter överklagande av livstidsdomen tar Hovrätten den 4 september 2023 upp målet. 
Hovrätten dömde i december 2023 två av männen till livstids fängelse medan den tredje friades. Den tredje mannen dömdes dock till förberedelse till mord i ett annat fall.  Högsta domstolen beslutade i maj 2024 att inte ge prövningstillstånd, varför Hovrättens som står fast.